# Joachim Bergmann (Jurist)

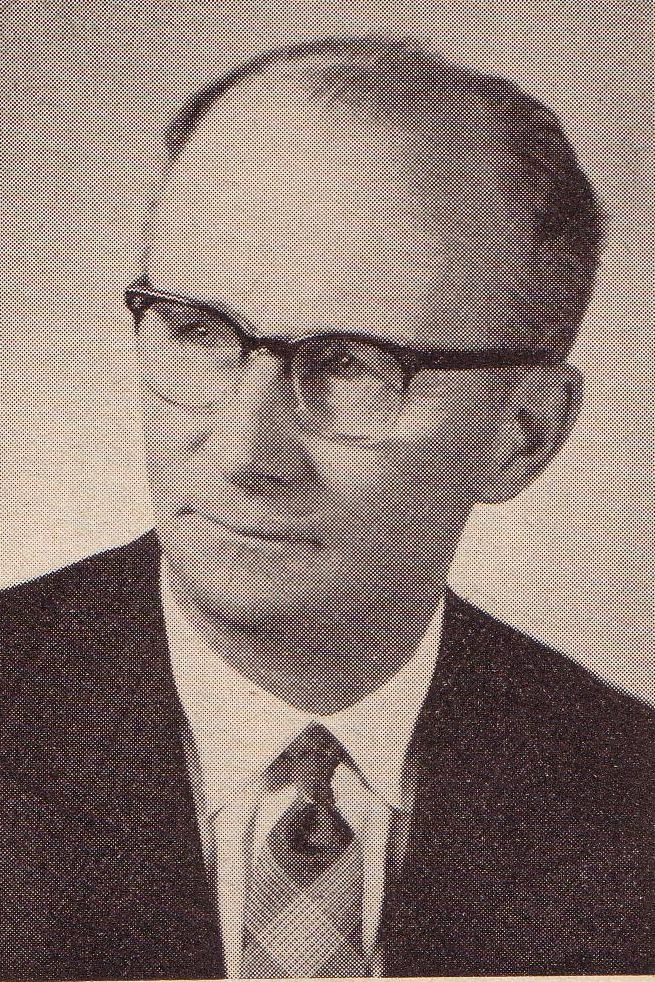
Joachim Bergmann

Joachim Bergmann (* 17. August 1906 in Koblenz; † 24. August 1974 in Frankfurt am Main) war ein deutscher Jurist.

## Leben
Als Sohn des Generalmajors Maximilian Bergmann und seiner Frau Else geb. Domnes machte Bergmann 1924 das Abitur in Waren (Müritz). Nach einer Banklehre in Braunschweig studierte er Rechtswissenschaft an der Eberhard Karls Universität Tübingen, der Sorbonne, der Friedrich-Wilhelms-Universität Berlin und der Albertus-Universität Königsberg, an der er 1930 das Referendarexamen machte. 1931 wurde er in Tübingen zum Dr. iur. promoviert. Nach der Assessorprüfung 1934 wurde er Referent im Reichswirtschaftsministerium, 1937 Regierungsassessor und Regierungsrat im Preußischen Staatsministerium.
1930 wurde er Prokurist im Zentralsekretariat der Deutschen Bank in Berlin, 1940–1941 Referent für die besetzten Gebiete beim Beauftragten für den Vierjahresplan in Berlin, Krakau und Brüssel. In der Wehrmacht diente er von 1941 bis 1945 als Oberkriegsverwaltungsrat und Militärverwaltungs-Abteilungschef im Stabe des  Oberbefehlshabers Südwest ab. Von Mai bis September 1945 war er in Automatischem Arrest. Er war ab 29. Januar 1948 als Mitverteidiger  von Paul Körner im Wilhelmstraßen-Prozess neben Justus Koch und Gerhard Rauschenbach tätig. 1949 wurde Bergmann  Strafverteidiger am  Spruchgericht in Bielefeld und war beginnend im selben Jahr als Wirtschaftsberater in Düsseldorf und Bonn, ab 1951 als Rechtsanwalt in Düsseldorf und wirtschaftspolitischer Berater in Bonn tätig. 1953 ließ er sich als Rechtsanwalt in Frankfurt am Main nieder und wurde 1961 Notar.
Bergmann war verheiratet seit 1940 mit Erna Lepa verw. Eigner aus Tilsit und seit 1953 mit Marga von Hermann verw. Spürck aus Köln. Er war Mitglied des Corps Rhenania Tübingen (1927), des Corps Masovia (1959) und des Corps Palaiomarchia (1960). In seinen beiden letzten Lebensjahren war er Vorsitzender des Ehrenrats von Rhenania Tübingen.

## Auszeichnungen
- Luxemburgischer Orden der Eichenkrone III. Klasse
- Kronenorden (Belgien) III. Klasse
- Kriegsverdienstkreuz (1939) II. und  I. Klasse mit Schwertern